# Archennes
Archennes (en néerlandais Eerken, en wallon Èrtchène) est une section de la commune belge de Grez-Doiceau située en Région wallonne dans la province du Brabant wallon située au confluent de la Dyle et du Train.
C'était une commune à part entière avant la fusion des communes de 1977.

## Toponymie
1043 Archenna, 1225 Erkene, 1290 Erchene
Hydronyme prémédiéval *Arcana (préroman *ark, racine *ar-, indo-européen *erei-, suffixe -ana), désignant le Train, jadis nommé Archenne (1442 Hierchine),
On trouve aussi les dénominations suivantes : Erkenna, Archania, Erchen, Eechten.

## Démographie
- Sources:INS, Rem:1831 jusqu'en 1970=recensements, 1976= nombre d'habitants au 31 décembre

## Histoire

### Aspects religieux - Paroisse d'Archennes
L'abbaye de Parc a bâti autrefois, dans cette paroisse, l'église Saint-Pierre et le presbytère.
En 1257, le chevalier Henri d'Archennes donne, en aumône, du consentement de ses héritiers et de son frère Gauthier, le patronage de cette église à l'abbaye de Parc. Cette donation fut approuvée, en décembre 1257, par Henri de Gueldre, évêque de Liège.

## Administration

### Liste des seigneurs d'Archennes
- Henri de Gochenhoven, chevalier, seigneur d'Archennes au XIIIe siècle[4].

### Bourgmestres d'Archennes
En 1981, Michel Braun de ter Meeren, bourgmestre d'Archennes en 1976, puis premier échevin de Grez Doiceau est décédé inopinément alors qu'il allait prendre la parole devant une assemblée de ses cousins réunis à Custinne

## Personnalités

### Anecdote
Le 24 juin 2017, le footballeur des Diables Rouges Yannick Carrasco et l'ex-Miss Belgique Noémie Happart se marient dans l'église d'Archennes.